# Otto Witte
Otto Witte, född den 16 oktober 1872, död den 13 augusti 1958, var en tysk cirkusakrobat som hävdade att han blivit krönt till kung av Albanien.